# Greatest Hits & More
Greatest Hits & More — альбом найкращих хітів, шостий за рахунком, грецької співачки Єлени Папарізу, який вийде в квітні 2011 року під ліцензією лейблу Sony Music Greece.
Альбом міститиме три диски, до яких увійдуть найкращі хіти, записані співачкою сольно від 2003 року донині для альбомів Protereotita (2004), Iparhi Logos (2006), The Game of Love (2006), Vrisko To Logo Na Zo (2008) і Giro Apo T' Oneiro (2010), включаючи три нові англомовні пісні, зокрема Baby It's Over, реліз якої відбувся 2 лютого 2011 року і яка дебютувала під номером 1 у Billboard. Третій диск міститиме музичні відео Папарізу.

## Список композицій
Підтверджені композиції:
- «Baby It's Over»
- «Love Me Crazy»